# Hungerwespen
Die Evaniidae, deutsch oft wegen des kleinen Metasoma, das dem Tier ein „verhungertes“ Aussehen gibt, Hungerwespen genannt, sind eine Familie der Hautflügler. Bei allen Arten, deren Biologie bekannt ist, leben die Larven im Inneren der Ootheken von Schabenarten und ernähren sich von deren Eiern. Die 435 bekannten Arten (Stand: 2005) leben weltweit, mit einem Verbreitungsschwerpunkt in den Tropen.

## Merkmale
Hungerwespen sind kleine bis mittelgroße Tiere mit gedrungenem Körperbau, mit einer Körperlänge zwischen zwei und etwa achtzehn Millimeter (die meisten Arten sind aber für parasitische Wespenarten recht groß). Die Tiere sind durch ihre Körpergestalt fast unverkennbar. Wie bei allen Arten der Überfamilie Evanioidea sitzt der freie Hinterleib (Metasoma oder Gaster) sehr hoch am Propodeum an, bei seitlicher Betrachtung also nicht zwischen den Hinterhüften, sondern deutlich weiter dorsal. Die Arten der Familie weisen immer einen auffallend kleinen Hinterleib charakteristischer Gestalt auf. Dessen erstes Segment (d. h. anatomisch das zweite Hinterleibssegment) ist zu einem langen und dünnen Stielchen (Petiolus) ausgezogen. Der restliche Hinterleib ist dem gegenüber abrupt stark oval bis dreieckig („beilförmig“) erweitert. Er ist seitlich stark zusammengedrückt mit schuppenförmig überlappenden Skleriten, meist glänzend und im Verhältnis zur Körpergröße auffallend klein. Im Leben wird er ständig auf und ab bewegt, was englische Bearbeiter an eine Signalflagge erinnerte (deshalb englisch „ensign wasps“). Der Legebohrer des Weibchens ist immer kurz, er ragt bei den meisten Arten kaum über die Hinterleibsspitze vor. Die Legebohrerscheide ist deutlich breiter als der Legebohrer.
Der mittlere Körperabschnitt (Mesosoma) der Hungerwespen ist immer stark sklerotisiert mit deutlich skulpturierter Oberfläche. Von den drei Beinpaaren ist das hintere stark vergrößert, es reicht nach hinten weit über die Hinterleibsspitze hinaus. Das Flügelgeäder der Vorderflügel ist zwischen den Gattungen extrem variabel mit einer bis sieben geschlossenen Zellen. Im Hinterflügel ist es immer stark reduziert. In beiden Flügelpaaren weist die Membran in den Hinterecken einen kleinen, lappigen Anhang auf, das Jugalfeld (nach anderen Autoren: Analfeld). Ein solcher Anhang tritt bei anderen „Legimmen“ nicht auf, er ist gemeinsames Merkmal der Hungerwespen mit den Aculeata. Wenige Gattungen sind allerdings kurzflügelig (brachypter) oder sogar völlig flügellos (apter). Der sehr kurze und breite, von vorn betrachtet runde Kopf sitzt eng und wenig abgesetzt am ebenfalls stark verkürzten Pronotum an. Er wird nach oben vom Rumpf überragt, was den Tieren ein gebuckeltes Aussehen verleiht. Am Kopf sitzen fadenförmige, beim Weibchen manchmal etwas gekeult zur Spitze hin erweiterte Antennen, die in beiden Geschlechtern aus dreizehn Segmenten bestehen (Ausnahmen bei den Gattungen Decevania und Hyptia aus Südamerika).
Typischerweise sind bei den Hungerwespen Männchen und Weibchen verschieden groß und unterschiedlich gezeichnet. Dadurch ist es manchmal schwierig, die Zugehörigkeit zur selben Art zu erkennen. Es ist durchaus wahrscheinlich, dass bei einigen älteren Beschreibungen Männchen und Weibchen als verschiedene Arten beschrieben worden sind.

## Lebensweise
Bei allen Arten, deren Lebensweise bisher bekannt geworden ist, legt das Weibchen seine Eier in die Ootheken von Schabenarten ab. Die Larve ernährt sich von den Eiern. Allerdings liegen von den über 400 beschriebenen Hungerwespenarten nur für etwa fünfzehn Arten überhaupt irgendwelche Angaben zur Biologie vor, dies sind im Wesentlichen Arten aus Europa und Nordamerika sowie solche, die bei kommerziell bedeutsamen Schabenarten (Schädlingen) leben. Diese besondere Lebensweise schafft Probleme in der Klassifizierung: Der Definition entsprechend sind die Hungerwespen keine „Parasitoide“ (da die Larve ja mehr als ein Ei frisst), sondern müssten als „Prädatoren“ gelten. Das Problem betrifft allerdings vor allem die Nomenklatur, die tatsächliche Lebensweise ähnelt stark derjenigen der anderen Hautflügler, die als Parasitoide bezeichnet werden.
Das Weibchen der Evaniiden sucht zunächst die Oothek auf. Bei Schabenarten, die die Oothek mit sich herumtragen, setzt sie sich darauf. Dies wird von der Schabe durchaus bemerkt, die mit wischenden Bewegungen der Hinterbeine versucht, den Parasiten loszuwerden, allerdings meist erfolglos. Bei Arten, die ihre Ootheken vergraben, scharrt das Hungerwespenweibchen sie frei. Es gräbt sie nach der Eiablage dann wieder sorgfältig ein. Das Durchbohren der oft steifen und harten Außenhülle der Oothek benötigt einige Zeit, bei Evania appendigaster etwa fünfzehn bis dreißig Minuten. Das Wespenweibchen legt in allen bekannt gewordenen Fällen immer nur ein Ei pro Oothek ab. Die ausschlüpfende Larve frisst nun die Schabeneier auf. Es wurden fünf Larvenstadien beschrieben, die sich in der Gestalt der Mandibeln unterscheiden lassen. Die ausgewachsene Larve verpuppt sich in der Oothek ohne selbst gesponnene Puppenhülle. Die geschlüpfte Imago frisst mit ihren Mundwerkzeugen ein Loch in die Außenhülle (sie nutzt also nicht, wie die Schaben selbst, die Öffnungsnaht). Die Imagines werden selten als Blütenbesucher genannt. Ob alle Arten Nahrung aufnehmen und welche Bedeutung ggf. ihre Nahrungsaufnahme hat, ist unbekannt. Hungerwespen können, vor allem in wärmeren Breiten, zahlreiche Generationen im Jahr durchlaufen, nachgewiesen sind drei bis vier. In Europa tritt im Freiland meist nur eine Generation im Jahr auf.

## Ökonomische Bedeutung
Die Parasitierungsrate der Schabenootheken durch Hungerwespen kann recht bedeutend sein. Bei Untersuchungen der Art Evania appendigaster an Periplaneta americana war etwa ein Drittel der Ootheken parasitiert. Es wurde deshalb überlegt, Hungerwespen zur biologischen Schädlingsbekämpfung von Schabenarten einzusetzen. Allerdings konzentrieren sich die bisherigen Ansätze eher auf andere Parasitoide wie Comperia merceti (Familie Encyrtidae) und Tetrastichus hagenowii (Familie Eulophidae).

## Verbreitung
Die Familie ist weltweit verbreitet, wobei die meisten Arten (wie ihre Wirte) in den Tropen leben. Eine Reihe von Arten gilt als weltweit verschleppt und eingebürgert, sie stammen vermutlich wie ihre Wirte (synanthrope Schabenarten) aus Süd- oder Ostasien.
In Deutschland sind bisher drei Arten nachgewiesen.
- Evania appendigaster, weltweit verbreitet (verschleppt) an synanthropen Schabenarten.
- Prosevania fuscipes, weltweit verbreitet (verschleppt) an synanthropen Schabenarten.
- Brachygaster minuta, an Waldschaben (Ectobius spp.). Parasitierungsrate der Ootheken (in England) etwa 10 %.

## Systematik
Die Zuordnung zur Überfamilie Evainiodea steht außer Frage, weil es sich um die Typusfamilie handelt. Die Verwandtschaftsverhältnisse der Evanioidea sind nicht abschließend geklärt. Wahrscheinlichste Schwestergruppe ist die Überfamilie Ceraphronoidea.
Innerhalb der Familie werden keine Unterfamilien anerkannt. Die lebenden Arten werden in zwanzig Gattungen eingeteilt.

## Fossilbeleg
Es liegen relativ wenige Fossilien von Hungerwespen vor. Die frühesten Fossilien, die der Familie sicher zuzuordnen sind, stammen aus der Unterkreide. Es liegen sowohl Kompressionsfossilien aus Kalkstein
wie auch Einschlüsse (Inklusen) in Bernstein
vor. Noch frühere Funde aus dem Jura werden heute zumeist Vertretern aus der Stammgruppe der Evanioidea aus ausgestorbenen Familien zugeordnet. Auch das Verhältnis der kreidezeitlichen Arten zu den modernen Familien Aulacidae und Gasteruptiidae ist nicht völlig geklärt. Die damaligen Vertreter stimmen aber in ihrer Gestalt und im Körperbau (von wenigen plesiomorphen Merkmalen angesehen) gut mit den rezenten Hungerwespen überein.